# Ambystoma tigrinum
La salamandra tigre (Ambystoma tigrinum (Green, 1825)) è un anfibio dell'ordine dei Caudati (o Urodeli), diffuso nella fascia temperata del Nord America (esclusa la costa dell'Oceano Pacifico).
Questo urodelo può presentarsi in forma neotenica, simile a quella di base dell'axolotl.

## Descrizione
Soffermandoci sull’aspetto morfologico c’è molto da considerare. La testa discretamente depressa, è sormontata da due piccoli occhi distanti tra loro. La pupilla del diametro di 1 mm circa è nera, e molto piccola, facendolo somigliare ad un “miope” con “monocoli” incorporati. La bocca grande e larga, armata di finissimi “denti” del tutto innocui, porta nel suo interno una lingua estroflessibile, rosea, relativamente catturante, lubrificata da una saliva densa e collosa che perde le sue proprietà “leganti” non appena esposta all’aria. Le zampe sono corte e tozze. Le dita, relativamente corte, sono decorate alle estremità da piccole macchiette nere. Il tronco tozzo è attraversato in senso verticale da 11-14 solchi costali assai evidenti, la colorazione di fondo va dal bruno scuro al nero, con macchie chiare che vanno dal giallo all'ocra a seconda del soggetto.

## Distribuzione e habitat
La salamandra tigre è una grande salamandra che può essere ritrovata in gran parte degli Stati Uniti, nel Canada meridionale e nel Messico settentrionale, nella Sierra Madre Occidentale, mentre è assente dalla maggior parte del Gran Bacino, del New England e dei monti Appalachi. Si trova dal livello del mare fino a circa 3.660 m di altitudine nelle Montagne Rocciose. Vive principalmente nei boschi, in prossimità di stagni o piccoli ruscelli, passa la maggior parte del giorno interrata o nascosta nelle tane, per poi uscire solo durante le sere più umide, dallo Stato di New York verso sud lungo la Florida orientale e ad ovest in Nebraska, Kansas e Texas orientale. Virtualmente, può essere trovata in ogni habitat, a condizione che vi sia un substrato terrestre adatto ad essere scavato ed un vicino corpo d'acqua adatto alla riproduzione. Gli adulti terrestri sono solitamente sotterranei, vivono in cunicoli fatti da essi stessi o in quelli fatti da roditori o altri animali. Nello Stato di New York gli adulti si sono stabiliti nelle zone boscose, mentre hanno evitato le zone erbose (Madison e Farrand 1998). Nelle più alte Montagne Rocciose, gli adulti metamorfosati comunemente si presentano in stagni durante l'estate.
In Messico è stato osservato che in alcune località questa specie può resistere a condizioni d'inquinamento e ad altri tipi di alterazione del suo habitat. In molti laghi di montagna che in passato erano abitati dalla specie ora se ne trovano pochissimi esemplari, a causa dello stoccaggio delle trote, che consumano e fanno sparire la popolazione larvale.
Popolazioni demograficamente isolate sono suscettibili di estinzione, particolarmente sotto l'influsso di condizioni meteorologiche altamente variabili. Talvolta questa specie viene esportata dal mercato acquariofilo, ma questo allo stato attuale non costituisce un grande pericolo.

## Allevamento in cattività

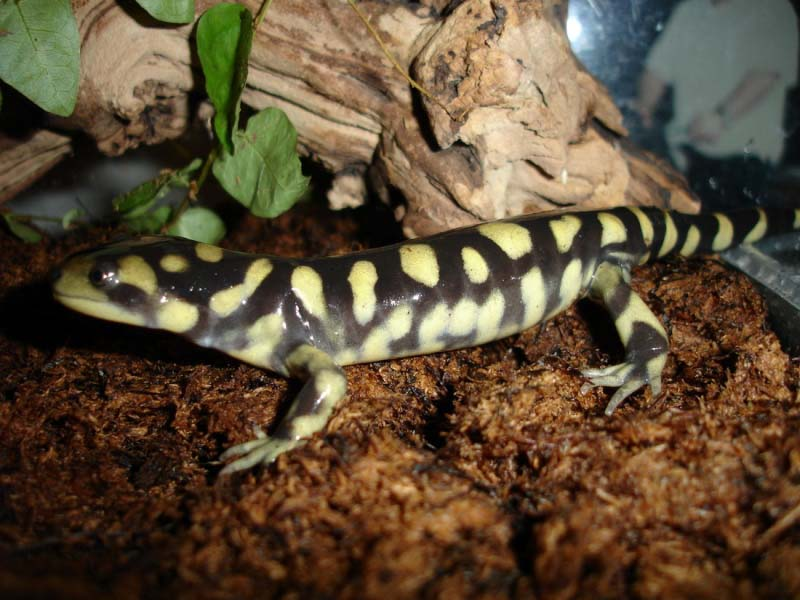
Un esemplare adulto in cattività

Questo ambystoma proviene dall’America settentrionale, dal Canada e dal Messico. Vive in ambienti boschivi, tra le foglie umide del suolo o in tane scavate nel terreno. Potendolo ospitare nei nostri terrari o terracquari, si dovrà fare attenzione alla grandezza della struttura che non dovrà mai essere inferiore agli 80/90 cm di lunghezza, 30/40 cm di larghezza, 50/60 cm di altezza. Anche nel caso di terrario umido (ambiente sicuramente più idoneo per il suo allevamento) sarà opportuno fornire lo stesso di un discreto quantitativo d’acqua da tenere sempre ben pulita, profonda circa 10 cm, un terzo del terrario, nebulizzando di tanto in tanto l’ambiente circostante. All'interno della struttura, non dovremo mai immettere roccia lavica o pietra a superficie ruvida, data la mole del nostro ospite e dato il fatto che è solito agitarsi forsennatamente nel momento in cui è in atto di cibarsi. Ricordiamo che in un qualsiasi ambiente di cattività, ogni piccola ferita potrebbe rivelarsi fatale. Queste salamandre hanno bisogno di temperature fresche,  l'uso del riscaldamento risulterebbe inutile e dannoso. Le temperature ideali diurne si aggirano intorno ai 25 gradi, mentre di notte 15-18 gradi. Queste temperature si devono mantenere tutto l’anno solo se non si vuole tentare la riproduzione. Umidità 80% circa. Aspettativa di vita: 15-20 anni, dimensioni circa 30 cm.

## Riproduzione
Il dimorfismo sessuale negli esemplari adulti è evidente: i maschi presentano una cloaca più gonfia, mentre le femmine hanno un addome più in carne. La maturità sessuale si raggiunge in media dopo 2-3 anni. Queste salamandre hanno bisogno obbligatoriamente di un periodo di brumazione per 2-3 mesi (da dicembre a febbraio), a temperature decisamente basse, 3-8 gradi. Per raggiungere queste temperature bisogna diminuire gradualmente temperatura, ore di luce e cibo. In questo periodo non somministreremo cibo ai nostri animali e spegneremo il neon. Sarebbe meglio dividere gli esemplari durante la brumazione e riunirli solo a primavera, quando le temperature si saranno già normalizzate. Se si continuerà a tenere gli esemplari in terrario bisognerà aumentare di molto la parte acquatica, aggiungere piante e tronchi così da permettere alle salamandre di attaccare le uova sulla loro superficie. Gli accoppiamenti dovrebbero iniziare da subito: il maschio rilascia lo spermatoforo nei pressi della femmina, la quale andrà subito dopo a raccoglierlo con la cloaca in modo tale da fecondare le minuscole uova. Le uova si svilupperanno nel giro di 10-15 giorni (varia in base alla temperatura); le larve si nutriranno di minuscole prede vive, come i naupli. Appena raggiungono dimensioni maggiori possono essere nutrite anche con larve di zanzara congelate o vive. È sempre meglio evitare il sovraffollamento, poiché il cannibalismo è molto accentuato tra i giovani esemplari, quindi è meglio dividerli per taglia.